# Украинский археографический ежегодник
Украинский археографический ежегодник (укр. Український археографічний щорічник, принятое сокращение УАЩ) — украинское научное издание по вспомогательной исторической дисциплине — археографии.

## История
В 1926 году Археографической комиссией Всеукраинской академии наук во главе с М. С. Грушевским было предпринято издание Украинского археографического сборника. Опубликовано было до 1930 года всего три тома (в планах был четвёртый том, но он так и не был издан). Главным редактором всех трёх томов был М. С. Грушевский. Основной тематикой этих выпусков была история Украины с XVII до начала XX века. В статьях рассматривались и анализировались документы того периода, делались обзоры и описание существовавших и новонайденных источников.
В 1992 году возобновлено издание Археографической комиссией и Институтом украинской археографии и источниковедения им. М. Грушевского Академии наук Украины. Главным редактором этого ежегодника долгое время был П. С. Сохань. В сборнике продолжается работа над изучением и систематизацией документов и исторических источников по истории Украины XVI—XX веков.

## Главные редакторы
- 1926—1930 (т. 1—3) — М. С. Грушевский
- 1992—2013 (вып. 1—18, т. 4—21) — П. С. Сохань

## Выпуски сборника

### Украинский археографичный сборник
- Т. 1. — К.: Археографічна комісія ВУАН, 1926. — 356 с.
- Т. 2. — К.: Археографічна комісія ВУАН, 1927. — 394 с.
- Т. 3. — К.: Археографічна комісія ВУАН, 1930. — 248 с.

### Украинский археографичный ежегодник. Новая серия
- Вип. 1. (Т. 4.). — К.: Наукова думка, 1992. — 472 с.
- Вип. 2. (Т. 5.). — К.: Наукова думка, 1993. — 472 с.
- Вип. 3—4. (Т. 6—7). — К., 1999. — 752 с.
- Вип. 5—6 (Т. 8—9). На пошану Павла Степановича Соханя з нагоди 75-річчя. — К., 2001. — 383 с.
- Вип. 7 (Т. 10). На честь профессора Аркадія Жуковського з нагоди його 80-річчя. — К., Нью-Йорк: М. П. Коць, 2002. — 543 с.
- Вип. 8—9 (Т. 11—12). — К., Нью-Йорк: М. П. Коць, 2004. — 812 с.
- Вип. 10—11 (Т. 13—14). До 80-літнього ювілею Павла Степановича Соханя. — К., 2006. — 885 с.
- Вип. 12 (Т. 15). — К., 2007. — 864 с.
- Вип. 13—14 (Т. 16—17). — К.: Український письменник, 2009. — 843 с.
- Вип. 15 (Т. 18). — К.: Український письменник, 2010. — 780 с.
- Вип. 16—17 (Т. 19—20). — К.: Український письменник, 2012. — 779 с.
- Вип. 18 (Т. 21). — К.: Український письменник, 2013. — 852 с.